# Ultimate Custom Night
Ultimate Custom Night je nezávislá survival hororová videohra od vývojáře Scotta Cawthona. Je sedmým hlavním titulem v sérii her Five Nights at Freddy's. Jedná se o tzv. mashup, smíchání všech her, resp. animatroniků, kteří před vytvořením této hry existovali. Mechaniky animatroniků jsou místy jiné, než byly v původních hrách.
Hra vyšla 27. června 2018 na platformě Steam, 28. dubna 2020 pro Android a iOS a 30. dubna 2021 pro herní konzole PlayStation 4, Xbox One a Nintendo Switch.

## Hratelnost
Ve hře je 50 animatroniků. U každého si hráč může navolit aktivitu bez přežití žádných nocí, jinak, než to bylo v minulých dílech série Five Nights at Freddy's. Někteří animatronici z předchozích dílů ale chybí, pravděpodobně proto, aby počet vyšel přesně na 50. Přibývají zde i úplně nové mechaniky, jako např. odlákávání animatroniků zvukem. Mimo to zde přibyli i noví animatronici, kteří vůbec nepřipomínají ty předchozí (vzhledem jde o zcela jiná „zvířata“).
Za každé úspěšné přežití noci hráč dostane body. Počet bodů je založen na tom, jaké aktivity animatronici měli. Čím větší aktivity, tím více bodů. Mimo to v hodinách přibyly i minuty, zobrazené spolu s hodinami.
Nově někteří animatronici poté, co hráče zabijí, mohou pronést nedlouhou řeč. Většinou mívá spojitost s daným animatronikem či s příběhem série.
Tzv. Fazcoiny jsou herní peníze, za které si v obchůdku pizzerie lze koupit např. plyšovou hračku s podobou některého z animatroniků. Mechaniky některých animatroniků to i vyžadují, aby se před nimi postava ochránila. V obchůdku se nabízí i unikátní zboží jménem Deathcoin. Jedná se o minci, s níž může hráč deaktivovat animatronika permanentně na celou noc.